# Chamar-Daban
Chamar-Daban (rusky Хамар-дабан) je pohoří v Přibajkalsku na jihu Sibiře. Jeho větší část leží v Burjatsku, menší část na severozápadě v Irkutské oblasti (obé části Ruské federace).
Na délku má 420 kilometrů ve východozápadním směru, šířka je až 65 kilometrů. Na severu hraničí s Bajkalem, na severozápadě s Východním Sajanem, na severovýchodě jej řeka Selenga odděluje od pohoří Ulan-Burgasy. Vyšší jsou hory v západní části, kde leží i nejvyšší vrchol Bajšint-Ula vysoký 2995 metrů.
Horní hranice lesa je zde ve výšce přibližně 1500 až 1800 metrů nad mořem. V lesích převažují borovice (zejména borovice sibiřská) a jedle.
Vzhledem k snadné dopravní dostupnosti (Transsibiřská magistrála vede po severním okraji pohoří po břehu Bajkalu) je pohoří oblíbeným cílem turistů, ať už pro pěší puťáky nebo pro vodní turistiku (např. Těmnik, Sněžnaja).